# لوست (مسلسل)
لوست (بالإنجليزية: Lost) هو مسلسل درامي أمريكي يمزج بين الخيال العلمي والمغامرات، من تأليف جيفري ليبر، وجاي جي أبرامز، ودامون ليندلوف. عُرض المسلسل لأول مرة على قناة إيه بي سي في 22 سبتمبر 2004 واستمر حتى 23 مايو 2010، ليتم بث 121 حلقة على مدار ستة مواسم. يحتوي المسلسل على عناصر من الخيال الخارق للطبيعة ويتتبع قصة مجموعة من الناجين من تحطم طائرة تجارية كانت تحلق بين سيدني ولوس أنجلوس، ليجدوا أنفسهم عالقين على جزيرة غامضة في جنوب المحيط الهادئ. تتميز الحلقات عادةً بقصة رئيسية تدور أحداثها على الجزيرة، بالإضافة إلى تسلسلات استرجاعية أو استشرافية تمنح المشاهدين رؤية أعمق لشخصيات المسلسل.
عمل دامون ليندلوف وكارلتون كيس كمنتجين تنفيذيين إلى جانب جاي جي أبرامز وبرايان بورك. استلهم المسلسل من فيلم منبوذ لعام 2000، وتم تقديمه بطريقة متسلسلة للغاية. وبسبب طاقم الممثلين الكبير وتكلفة التصوير في مواقع تصوير حقيقية في جزيرة أواهو، من ولاية هاواي. أصبح لوست واحدًا من أغلى المسلسلات التلفزيونية على الإطلاق، فقد بلغت تكلفة الحلقة التجريبية الأولى أكثر من 14 مليون دولار. توسع الكون الخيالي للوست من خلال عدد من الوسائط المرتبطة، أبرزها سلسلة من الحلقات القصيرة تحت عنوان قطع مفقودة وخاتمة بعنوان الرجل الجديد المسؤول لتستمر لمدة 12 دقيقة.
صُنف لوست بانتظام كأحد أعظم المسلسلات التلفزيونية على مر العصور من قبل النُّقاد، ويُعد المسلسل الذي غيَّر وجه الدراما الأمريكية إلى الأبد. جذب الموسم الأول وحده حوالي 16 مليون مشاهد لكل حلقة على قناة إيه بي سي. وحتى الموسم السادس والأخير، بلغ متوسط عدد المشاهدين أكثر من 11 مليون مشاهد أمريكي لكل حلقة. حصد المسلسل مئات الترشيحات للجوائز خلال فترة عرضه وفاز بالعديد منها، بما في ذلك جائزة إيمي لأفضل مسلسل درامي في عام 2005، وجائزة الأكاديمية البريطانية للتلفزيون لأفضل مسلسل أمريكي مستورد في نفس العام، وجائزة جولدن جلوب لأفضل مسلسل تلفزيوني درامي في عام 2006، وجائزة نقابة ممثلي الشاشة لطاقم العمل للأداء المتميز في مسلسل درامي.

## الحلقات

### الملخص
| المواسم | الحلقات | وقت البث                      | عدد المشاهدين (بالمليون) |
| ------- | ------- | ----------------------------- | ------------------------ |
| الأوَّل   | 25      | 22 سبتمبر 2004 - 25 مايو 2005 | 15.69                    |
| الثاني  | 24      | 21 سبتمبر 2005 - 24 مايو 2006 | 15.50                    |
| الثالث  | 23      | 4 أكتوبر 2006 - 23 مايو 2007  | 17.84                    |
| الرابع  | 14      | 31 يناير 2008 - 29 مايو 2008  | 13.40                    |
| الخامس  | 17      | 21 يناير 2009 - 13 مايو 2009  | 10.94                    |
| السادس  | 18      | 2 فبراير 2010 - 23 مايو 2010  | 10.08                    |

### الموسم الأول
يبدأ الموسم الأول بعواقب تحطم طائرة، حيث يجد الناجون من رحلة أوشيانك إيرلاينز رقم 815 أنفسهم على جزيرة استوائية تبدو غير مأهولة. يتولى جراح العمود الفقري، جاك شيبارد، قيادة المجموعة النَّاجية. يواجه الناجون تهديدات عديدة تهدد بقاءهم، من بينها الدببة القطبية، ومخلوق غير مرئي يتجول في الغابة يعرف باسم وحش الدخان، وسكان الجزيرة الأشرار الذين يُطلق عليهم الآخرون. يلتقون بامرأة فرنسية تُدعى دانييل روسو، تحطمت سفينتها على الجزيرة قبل 16 عامًا من الحادث، تبحث بيأس عن أخبار ابنتها أليكس. يعثر الناجون على فتحة معدنية غامضة مدفونة في الأرض. وبينما يحاول الناجيان، جون لوك وبون كارليل، فتح الفتحة بالقوة، يحاول أربعة آخرون، مايكل، جين، والت، وسوير، مغادرة الجزيرة على طوف قاموا ببنائه. في الوقت نفسه، تركز عودة الذكريات على تفاصيل حياة الناجين قبل تحطم الطائرة.

### الموسم الثاني
يتتبع الموسم الثاني الصراع المتزايد بين الناجين والآخرون، ويواصل استكشاف موضوع الصدام بين الإيمان والعلم، مع حل بعض الألغاز القديمة وطرح ألغاز جديدة. يتعرض الناجون الأربعة الذين كانوا على الطوافة لكمين من قبل الآخرون، ويتم اختطاف والت ابن مايكل. يضطر الناجون للعودة إلى الجزيرة، ويلتقون بمجموعة أخرى من الناجين يُطلق عليهم "ناجون قسم الذيل". يتصاعد الصراع على السلطة بين جاك وجون لوك للسيطرة على البنادق والأدوية المخزنة في الفتحة، وينتهي هذا الصراع في حلقة الخدعة الطويلة عندما يتمكن سوير من السيطرة عليها.
يتضح أن الفتحة هي محطة أبحاث تم إنشاؤها قبل ثلاثين عامًا من قبل مبادرة دارما، وهو مشروع بحث علمي يتضمن إجراء تجارب على الجزيرة. كان رجل يدعى ديزموند هيوم يعيش في الفتحة لمدة ثلاث سنوات، حيث يقوم بتنشيط برنامج كمبيوتر كل 108 دقائق لمنع وقوع حدث كارثي غير معروف. في سعيه لاستعادة ابنه، يخون مايكل الناجين، مما يؤدي إلى القبض على جاك، سوير، وكيت. يُمنح مايكل قاربًا ويغادر الجزيرة مع ابنه، بينما يقوم جون بتدمير الكمبيوتر في الفتحة، ليتسبب في حدوث حدث كهرومغناطيسي يهز الجزيرة. يؤدي هذا الحدث إلى اكتشاف الجزيرة من قبل العلماء الذين يعملون مع بينيلوبي ويدمور، ويتضح أن حدثًا مشابهًا تسبب في تفكك الطائرة.

### الموسم الثالث
في الموسم الثالث، يتعلم الناجون من حادث الطائرة المزيد عن الآخرون وتاريخهم الطويل على الجزيرة الغامضة، بالإضافة إلى مصير مبادرة دارما. يظهر زعيم الآخرون، بنيامين لينوس أخيرًا، ليتمهد الطريق للصراع بين الجانبين مع تصاعد الانشقاقات والخلافات بينهما. تبدأ عناصر السفر عبر الزمن بالظهور، حين يضطر ديزموند إلى تشغيل مفتاح الأمان في الفتحة لإيقاف الحدث الكهرومغناطيسي، مما يرسل عقله ثمانية سنوات إلى الماضي. عندما يعود إلى الحاضر، يتمكن من رؤية المستقبل. تهرب كيت وسوير من الآخرون، بينما يبقى جاك بعد أن وعده بين (اختصارًا لبنيامين) بأنه سيتمكن من مغادرة الجزيرة في غواصة إذا أجرى عملية جراحية له، بسبب معاناته من السرطان. يقوم جاك بذلك، ولكن جون يدمر الغواصة. يُترك جاك مع جولييت، وهي إحدى الآخرون التي تسعى أيضًا إلى مغادرة الجزيرة، في حين ينضم جون إلى الآخرون.
تتحطم مروحية تحمل نعومي بالقرب من الجزيرة، وتدّعي نعومي أن سفينة الشحن الخاصة بها، كاهانا، قريبة وأن بينيلوبي ويدمور قد أرسلتها، أي صديقة ديزموند السابقة. يرى ديزموند رؤية تشير إلى أن تشارلي سيغرق بعد إغلاق إشارة تمنع الاتصال بالعالم الخارجي. تتحقق هذه الرؤية، لكن تشارلي يتمكن من التحدث مع بينيلوبي، التي تخبره أنها لا تعرف نعومي. قبل الغرق، يكتب تشارلي على يده "ليس قارب بيني" حتى يتمكن ديزموند من فهم أن السفينة ليست تابعة لبينيلوبي. في الوقت نفسه، يتواصل الناجون مع فريق الإنقاذ على متن السفينة. في ختام الموسم، تُظهر اللقطات الأخيرة جاك مكتئبًا يذهب إلى جنازة شخص مجهول، ولكن يتبين في النهاية أن هذه اللقطات ليست استرجاعية بل مشاهد مستقبلية، ليتضح أن كيت وجاك قد هربا من الجزيرة. ومع ذلك، يبدو أن جاك يائس ويرغب في العودة إلى الجزيرة.

## الإنتاج

### النشأة
بدأ تصوير المسلسل في يناير2004، عندما قام لويد براون، مدير شبكة ABC في وقتها، بطلب صنع قصة مبنية على فكرة بين فيلم "Castaway" ومسلسل «سرفايفر». ولكنه لم يكن مقتنعاً بالنتائج وقام بطلب إعادة كتابته واتصل بـ جاي جاي أبرامز، صانع مسلسل إيلياس التلفزيوني، لكتابة قصة جديدة للحلقة الأولى. بالرغم من تردد أبرامز في البداية، إلا أنه رحب بالفكرة بشرط أن لا تكون الجزيرة طبيعية، ومن ثم قام بالتعاون مع «دايمون ليندولف» لخلق مظهر المسلسل وشخصياته.
عُرِّضَت أول حلقة في العالم يوم 24 يوليو 2004 في مؤتمر سان دييغو الدولي للقصص المصورة.
وحالياً، يتربع مسلسل لوست على قمة التلفزيون كونه المسلسل الأكثر شهرة ونجاحاً. ويعزو المنتجون سر نجاح المسلسل لكونه المسلسل الوحيد الذي يجمع بين الواقع والخيال والأثارة والرومانسية والحركة والكوميديا الراقية في بعض الأحيان.

### الموسيقى
تضمن لوست عدة مقطوعات موسيقية يمكن مشاهدتها على الرابط

### أماكن التصوير
تم تصوير لوست بعدسة 35مم على كاميران بانافيشن على جزيرة أوهايو في هاواي. الصور الأصلية للحلقة الأولى تم تصويرها على شاطئ موكوليا قرب الحافة الشمال غربية للجزيرة. لقطات الشاطئ اللاحقة تم تصويرها في مناطق غير مأهولة على الشاطئ الشمالي. لقطات الكهف في الجزء الأول تم تصويرها في مخزن لأجزاء زيروكس، الذي كان فارغاً منذ 1999 بسبب مشكلة إطلاق ناري من أحد العاملين السابقين في المخزن. محطة السوان ومحطة الهايدرا من الداخل تم بناءهم. تم استخدام العديد من الأماكن المدنية في وحول الهونولولو لتصوير أماكن عدة من العالم مثل لوس أنجيلس، نيويورك، آيوا، ميامي، كوريا الجنوبية، العراق، نايجيريا، إنكلترا، فرنسا وأستراليا. كمثال، تم تصوير لقطات مطار سيدني في مركز هاواي للمؤتمرات، وتم تصوير لقطات إحدى بنايات الحرس الجمهوري العراقي في بناء قديم للحرب العالمية الثانية.
و لقد حظى المسلسل على حب الجمهور حباً شديداً.

## الشخصيات

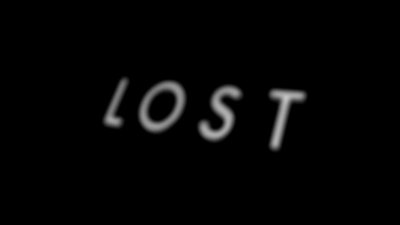
شعار مسلسل لوست

### كانوا على متن الطائرة
| الممثل                | الشخصية            | البلد            | لمحة عامة |
| --------------------- | ------------------ | ---------------- | --- |

من اليمين لليسار : (سوير - كلير - سعيد - تشارلي)

نادية وسعيد، عاشا قصة حب مؤلمة في العراق

من اليمين لليسار : (جون لوك - مايكل - ليبي)

من اليمين : (آنا لوسيا - جن)

| ماثيو فوكس            | جاك شيبارد         | الولايات المتحدة | رجل محب للمساعدة، كانت مهنته طبيب جراحة في العالم الحقيقي دكتور جراحة شاب.. جاء لأستراليا باحثاً عن أبيه الذي كان دكتوراً أيضاً ولكن بمرتبة رئيس الجراحين، وقد عثر عليه (جاك) ي المكان الذي توضع فيه الجثث قبل دفنها، وقام Jack بأخذ جثة أبيه ليعيدها لموطنه في لوس أنجيلوس لدى طيران رحلة Oceanic رقم 815. دوره في الجزيرة: (جاك) هو الطبيب الوحيد والمعروف في الجزيرة، لذلك فالكل يثق به ثقةً تامة، وبوقت قليل تصبح القيادة في متناول يديه، وهو رجلٌ ذكي قوي يحمي أصدقائه ويساعدهم ويعالجهم، يفكر بتأني في اتخاذ القرارت، يعمل جاهداً لإنقاذ فريقه من كل خطر يحيط بهم، وبكلمة واحدة نستطع أن نصف (جاك) ألا وهي " البطل" الحقيقي أشبه بالقائد لمجموعة "المفقودون" وهو أخ كلير من الاب لكن دون أن يعلم هو وكلير.. مات بعد انقاذه للجزيرة بالحلقه الاخيره من الموسم السادس |
| تيري كوين             | جون لوك            | الولايات المتحدة | رجل الإيمان جون لوك أو الصياد جون لوك، يملك مهارات عالية في اقتفاء الأثر وصيد الخنازير البرية في الجزيرة، يؤمن بأن هذه الجزيرة هي جزيرة معجزات. شفي من شلله النصفي بعد تحطم الطائرة..قابله ريتشارد عندما كان صغيرا عندما كان عمره حوالي 9 سنين ورآه راسما "الدخان الأسود"(الذي يعتبر من أكثر الاسرار في الجزيرة غموضا) وتعجب ريتشارد كثيرا، وفي نهاية الموسم الرابع يصبح قائد لمجموعة "الآخرون"(The Others)ويصنع مسيرتـه الخاصة ويقتل عن طريق بين عندما رجع ليقنع من رحل ان يعود للجزيرة |
| إيفانجلين ليلي        | كاثرين أوستن (كيت) | كندا             | كايت أو " ذات النمش " كما يسميها سوير، مجرمة هاربة، اعتقلت في أستراليا عن طريق مارشال أمريكي الذي كان يطاردها لفترة طويلة من الزمن، وتحت رعايته رحلت Kate مطار سيدني مع طيران رحلة Oceanic رقم 815 مكبلة اليدين. دورها في الجزيرة محبوبة لدى كل من يحيط بها. في البداية لم يعلم أحد عن ماضيها المميت ولكن حين يُكشف أمرها بأنها هاربة من العدالة يبدأ الجميع بالابتعاد عنها. الشخص الوحيد الذي تقبلها منذ البداية رغم ماضيها هو Jack وهو أمر لطالما قدرته Kate. ولكن لاحقاً تعود المياه لمجاريها ويستلطفها الجميع. طيبة القلب. تجيد اقتفاء الأثر واستخدام السلاح |
| دومينيك موناغان       | تشارلي بيس         | المملكة المتحدة  | المغني البريطاني السابق في فرقة (درايف شات)، مدمن للمخدرات.. يساعده لوك في الإقلاع عن المخدرات، وهو مهتم كثيرا ً بالفتاة الأسترالية " كلير " يموت غرقا بنهاية الموسم الثالث لإنقاذ اصدقائه |
| يونجن كيم             | سن كوون            | كوريا الجنوبية   | الزوجة الكورية في المسلسل، تتحدث الإنجليزية، من مهاراتها الزراعة والمداواة بالأعشاب تموت بالموسم السادس غرقا مع زوجها بعد تدمير الغواصه |
| دانييل داي كيم        | جن كوون            | كوريا الجنوبية   | الزوج الكوري في المسلسل، لا يتحدث الإنجليزية ولكن يتقنها لاحقا، من مهاراته صيد الأسماك والإبحار.. يموت هو وزوجته صن غرقا بعد تدمير الغواصه |
| نافين أندروز          | سعيد جراح          | العراق           | ضابط اتصالات في الحرس الجمهوري سابقاً. شاب مفتول العضلات يجيد استخدام السلاح والتعامل مع الإلكترونيات، وله ماض في التعذيب في السجون العراقية يبقى طوال الفترة الأولى من المسلسل يندم ويتألم لفعلته، فر من العراق إلى بعض الدول الأجنبية بعد أن أقدم على قتل الضابط المسؤول عنه في سبيل انقاذ حبيبته نادية (نور عبد العظيم) من الموت المحقق بعد الاشتباه في ضلعها في تفجيرات حصلت في العراق. ويموت بعد انفجار الغواصه |
| اميلي دي رافن         | كلير لتلتون        | أستراليا         | الفتاة الأسترالية الشقراء الحامل !، حامل في الأشهر الحرجة تنجو من تحطم الطائرة لتضع طفلها في الجزيرة، تعرضت لأخطار كبيرة من قبل الـ (الآخرون)يتضح في الجزء الثالث انها اخت (جاك شيبرد) من الاب دون أن يعلم احدهما ذلك |
| جوش هولواي            | جيمس فورد (سوير)   | الولايات المتحدة | معروف أيضا ً باسم (سوير)، رجل محتال ونصاب في العالم الحقيقي وتعرض لطفولة بائسة، من مهاراته استخدام السلاح، وهو شخص لايحب ان أحد يعبث بممتلكاتة |
| إيان سامرهالدر        | بوون كارلايلي      | الولايات المتحدة | شاب من عائلة غنية ويدير أعمال والدته في العالم الحقيقي، شقيق شانون، يموت في الموسم الاول، تؤدي وفاته إلى تطور الاحداث بشكل كبير في نهاية الموسم. |
| هارولد بيريناو الصغير | مايكل داوسون       | الولايات المتحدة | رسام ومهندس معماري، كان عائدا ً من إستراليا مصطحبا ً إبنه (والت) بعد وفاة والدته، ينجوا هو وإبنه من الحادث، ثم يظهر في الموسم الرابع ويموت بانفجار السفينه في نهاية الموسم الرابع |
| مالكولم ديفيد كيلي    | والت لويد          | الولايات المتحدة | ابن مايكل داوسون، فتى ذو (قدرات خاصة وغريبة) يتم اختطافه في الحلقة الأخيرة من الموسم الأول من على القارب وتتم اعادته إلى والده في نهاية الموسم الثاني |
| جورج كارسيا           | هوغو "هيرلي" ريز   | الولايات المتحدة | هيرلي، شاب بدين، فاز باليانصيب في العالم الحقيقي ثم توالت المصائب على من حوله حتى سقوط الطائرة ليكتشف أن للجزيرة علاقة بالأرقام التي ربح بها اليانصيب |
| ماغي غريس             | شانون رثورفورد     | الولايات المتحدة | شقيقة (بوون) الفتاة المدللة، تقع في حب سعيد. |
| ادويل اكينوي ايبيج    | مستر إيكو          | نيجيريا          | مهرب مخدرات نيجيري في العالم الحقيقي اخذ مكان اخيه في العمل كقسيس في كنيسة القرية بعد التسبب في مقتل اخيه..ايكو يقتل في الجزءالثالث بعد أن هاجمه مايعرف بنظام الامن في الجزيرة "الدخان الأسود" أو كما سماه البعض ب "الوحش". |
| هنري ايان كوسيك       | ديزموند ديفيد هيوم | اسكتلندا         | اسكتلندي عمل كجندي في البحرية الاسكتلنديه ولسبب غير معروف تمت محاكمته وسجنه من قبل البحرية دزموند حاول أن يثبت لوالد صديقته "بني" انه جدير بها وذلك من خلال اشتراكه في سباق ابحار فردي حول العالم حين تحطم قاربه على الجزيرة وامضى ثلاث سنوات على الجزيرة قبل أن يتسبب في تحطم طائرة "جاك" ورفاقه دزموند إلتقى بالعديد من الشخصيات الأخرى قبل وصولهم للجزيرة منهم "جاك"و "تشارلي"و "ليبي" التي قامت بتزويده بل قارب الذي شارك فيه في السباق. وهو الحارس للغرفة الأرضية للضغط على الزر كل 108 دقيقة ولكن عندما ينزل جون للغرفة الأرضية يهرب ديزموند ويعود بقاربه في نهاية الموسم الثاني، ثم يلتقي بصديقتة "بني" في نهاية الموسم الرابع |
| سينثيا واتروس         | إليزابيث           | الولايات المتحدة | ليبي نجت من التحطم مع مجموعة أخرى كانوا في مؤخرة الطائرة وكانت مريضه نفسيه في نفس المصح الذي تواجد فيه "هيوغو" الكثير من الغموض يلف هذه الشخصية وبالرغم من انها تقتل في الموسم الثاني على يد مايكل الا انها لا تزال تضهر في "الفلاش باك" لشخصيات أخرى قيل بأننا سنعرف المزيد عن ماضيها في الموسم الخامس. |
| ميشيل رودريغيز        | آنا لوسيا كورتيز   | الولايات المتحدة | شرطية سابقة في العالم الحقيقي.تعتبر قائدة المجموعة الثانية من الناجين. استجوبت هنري (بين) غيل وارادت قتله لكن مايكل يقتلها في الجزء الثاني. |
| رودريغو سانتورو       | باولو              | البرازيل         | حبيب نيكي قام بقتل مخرج أسترالي لسرقة ألماسه يدفن في الجزء الثالث وهو حي |
| كييلي سانشيز          | نيكي فرنانديز      | الولايات المتحدة | حبيبة باولو ساعدته في قتل المخرج الأسترالي ودفنت معه حية |
| سام اندرسون           | برنارد نادلير      | الولايات المتحدة | زوج روز كان مع المجموعة الثانية |
| إل سكوت كالدويل       | روز هندرسون        | الولايات المتحدة | زوجت برنارد ظنت في الجزء الأول أن زوجها مات مما أدى لإحباطها ولكنه عاد في الجزء الثاني مع المجموعة الثانية |

### الآخرون The Others

الآخرون

المرأة الفرنسية، دانييل

هم مجموعة غامضة موجودة في الجزيرة، تهدد أبطال المسلسل وألحقت بهم الأذى واختطفت البعض، ممن ظهر على الشاشة منهم:
- ريتشارد هذا الشخص لايكبر بالعمر، وهو من السكان الاصليين للجزيرة، قابل «بينجامين» في الغابة و«جون» مرتين ويظن انه يسافر بالزمن، ويظن انه «جيكوب» الذي يعتبر القائد الرئيسي لسكان الجزيرة وهو حتى الآن من أكثر الشخصيات غموضاً في المسلسل.
- بنجامين لاينوس (يختصر بـ: بين) - المعروف أيضاً بـ هنري غيل (أوقعت به المرأة الفرنسية وكان مرسلاً في مهمه وحين خضع لاستجواب أبطال المسلسل: ادعاسقوطه ببالون على الجزيرة ورسم خارطه بذلك بخطه مسبقه لكسب ثقتهم ولكنهم سريعا ماكشفوه ثم هرب) وعرف في ما بعد أن اسمه الحقيقي هو بنجامين وهو قائد الآخرون.
- توم الذي تم التعرف على اسمه في الموسم الثالث، حيث كان يعرف سابقاً باسممستر فرندلي وثم يقتل على يدي سوير.
- جولييت، هي طبيبة إخصاب، تولت رعاية واستجواب جاك بعد اعتقاله. يظهر انها كانت تعمل في مؤسسة طبية في الولايات المتحدة الأمريكية ونجحت بجعل أختها تحبل ضمن نطاق تجربة طبية غير مرخصة فهددها زوجها السابق أنها يجب أن تشارك باكتشافاتها معه لكي يستطيع ان يحميها من السلطات التي تلاحق الأعمال بدون الرخصة. تم عرض عمل على جولييت من قبل جهة معينة إلا انها رفضت لانها لا تستطيع ان تترك المؤسسة التي يديرها زوجها فقام عميل المؤسسة بالعرض عليها بكافة التسهيلات لكي تقبل العرض، إلا انها قالت لا تستطيع، وعندما سُئلت «ما الذي يمكن فعله لإقناعك؟» قالت بصورة غير جدية «أن يُسحق زوجي السابق تحت حافلة». وبعد فترة، فعلاً حصل هذا أمام عينيها، فشكت هي بالجهة التي أرادت توضيفها، إلا أن عميل تلك الجهة أنكر، وعرض عليها العمل مرة أخرى وفي هذه اللقطة يصاحب العميل ايثان روم، وتقبل جولييت بالوظيفة، انقلبت على بين وصارت مع ناجين الطائرة 815 بعد خروجها لتحديد النساء الحوامل.
- ايثان روم (خطف كلير وتم قتله من قبل تشارلي)
- آليكس، فتاة عمرها 16 عاماً كانت جميله، متمردة ضد الآخرون، يتم الإشارة إلى أن بين هو أبيها، ولكنها في الحقيقة ابنة دانييل روسو وتم خطفها حين ولادتها.
- المرأة الفرنسية دانييل روسو، وصلت للجزيرة مع فريقها العلمي بالخطأ وغرق مركبهم، كانت حبلى بطفلة، فلما وضعتها إختطفها الآخرون The Others وأصاب الوباء فريقها العلمي وعاشت على متن الجزيرة في وحدة تامة 16 عاما ً حتى تحطم الطائرة. يُظن ان إبنتها (التي أسمتها: آليكساندرا) هي آليكس (أختصار لـ: آليكساندرا) مع الآخرون لأن عمرها 16 عاماً.

## الفلاش باك
بدأ الفلاش باك مع تمثيل دور نيكي فيرناندز (كيلي سانتشز) في الحلقة الرابعة عشر (Expose) للمسلسل التليفزيونى المشهور الذي وقعت أحداثه في سيدني أستراليا.تعد نيكي ضيفة شرف في المسلسل.وكانت تعمل بالأشتراك مع المُخرج هوارد ذوكارمان.أما باولو (رودريغو سانتورو) هو طباخ ذوكارمان.وضع باولو سم في طعام ذوكارمان وبعد أن تَسمم ذوكارمان سرق نيكى وباولوا ألماس ذوكارمان الذي يُقدر تقريباً بثمانية مليون.وركب الزوجان على طائرة رحلة 815.وأصطدمت طائرة بون كارليل (إيان سومرهالدر) مع شانون روذرفورد (ماجي غرايس) في المطار.وفي حادثة الطائرة فقدوا حقيبتهم التي كان بها الماسات.أخبر الدكتور ارذت (دانيال روبوك) نيكى عن العنكبوت الذي يصيب الأنسان بشلل.ثم أعطى لها خريطة تقودهم لمركز اللألئ وإلى طائرة نيجيريا التي سقطت على الجزيرة.عندما قالت كاثرين أوستن (لوست) (إيفانجلين ليلي) أن الحقيبة توجد في الجزيرة فوجد باولو الماسات لكن لم يخبر نيكى أنه وجدها ثم أخفاهم في مرحاض في مركز اللألئ وسمع الحوار الذي دار بين جولييت برك (لوست) (إليزابيث ميتشيل) وبنجامين لاينس (لوست) (مايكل إيمرسون).جولييت وبنجامين تركوا خلفهم دون قصد جهاز أتصال لاسلكى الذي أخذه باولو.وبعد ذلك عندما زار سعيد جراح (لوست) (نافين أندروز) وجون لوك (لوست) (تيري كوين) وديزموند ديفيد هيوم (لوست) (هنري إيان كوسيك) ونيكى وباولو المكان الذي يوجد به الماسات إسترد باولو الماسات التي أخفاها في المرحاض بحجة أنه يريد استخدام المرحاض.علمت نيكى أن باولو وجد الماسات بدون أن يخبرها ولكن باولو إدعى أنه لم يجدها فقررت أن تُوقعه في فخ.فألقت نيكى على باولو العنكبوت الذي أخبرها عنه الدكتور سابقاً أنه يصيب الأنسان بالشلل.وبعد ذلك وجدت نيكى الماسات وأخبرها باولو أنه أخفاهم من أجل ألا ينهى علاقته معها.ووقفت نيكى مذهوله حيث أن العنكبوت الأنثى التي ألقتها على باولو جذبت حوله مجموعة من العناكب الذكر من نفس النوع.وأحدهم عض قدم نيكى.فدفنت نيكى بسرعة الماسات وأسرعت أتجاه الشاطئ.

## وصلات خارجية
- الضياع على موقع IMDb (الإنجليزية)
- الضياع على موقع ميتاكريتيك (الإنجليزية)
- الضياع على موقع الموسوعة البريطانية (الإنجليزية)
- الضياع على موقع روتن توميتوز (الإنجليزية)
- الضياع على موقع نتفليكس (الإنجليزية)
- الضياع على موقع أول موفي (الإنجليزية)
- الضياع على موقع فيلمافينيتي (الإسبانية)
- الضياع على موقع كينوبويسك (الروسية)
- الضياع على موقع ألو سيني (الفرنسية)
- الضياع على موقع قاعدة بيانات الفيلم (الإنجليزية)